# Fresnes, Val-de-Marne
Fresnes är en kommun i departementet Val-de-Marne i regionen Île-de-France i norra Frankrike. Kommunen ligger i kantonen Fresnes som tillhör arrondissementet L'Haÿ-les-Roses. År 2022 hade Fresnes 29 298 invånare.

## Befolkningsutveckling
Antalet invånare i kommunen Fresnes
| Referens: INSEE |